# Manurhin Remora 5
 (mars 2021).
Si vous disposez d'ouvrages ou d'articles de référence ou si vous connaissez des sites web de qualité traitant du thème abordé ici, merci de compléter l'article en donnant les références utiles à sa vérifiabilité et en les liant à la section « Notes et références ».
Le Manurhin Remora 5 est un revolver produit par Manurhin en petit nombre à Mulhouse à la fin des années 1980. C'est une version réduite en calibre .38 Spécial du Manurhin MR 73.